# منية إبيار
منية إبيار إحدى قرى مركز كفر الزيات التابع لمحافظة الغربية بجمهورية مصر العربية. هي قرية قديمة نُسبة لإبيار لقربها منها.

## السكان
بلغ عدد سكان منية إبيار 4062 نسمة حسب تقدير عام 2018.
| السنة  | 1897 | 1907 | 1927 | 1947 | 1960 | 1976 | 1986 | 1996 | 2006  | 2018 |
| ------ | ---- | ---- | ---- | ---- | ---- | ---- | ---- | ---- | ----- | ---- |
| القرية | 1561 | 1642 | 1555 | 1615 | 1907 | 2472 | 2949 | 3150 | 3,756 | 4062 |